# Shōnen Matsumura
Pour les articles homonymes, voir Matsumura.
Shōnen Matsumura (松村 松年, Matsumura Shōnen), 5 mars 1872 - 7 novembre 1960, est un entomologiste japonais.
Né à Akashi dans la préfecture de Hyōgo, Shōnen Matsumura est le créateur du premier cours d'entomologie au Japon, à l'université de Hokkaidō. ses cours sont à la fois appliqués (sur les importants insectes en sylviculture et agriculture) et théoriques. Il nomme plus de 1 200 espèces d'insectes japonais et en 1926 fonde le journal d'entomologie Insecta Matsumurana.  Matsumura est l'auteur de nombreux articles et ouvrages scientifiques dont 6,000 illustrated Insects of Japan-Empire (1931). Il meurt à Tokyo en novembre 1960.
Sa collection est conservée par l'université de Hokkaidō à Sapporo.